# Р — значит Ромео
«Р — значит Ромео» (англ. «R Is for Romeo») — одиннадцатый эпизод шестого сезона американского драматического телесериала «Родина», и 71-й во всём сериале. Премьера состоялась на канале Showtime 2 апреля 2017 года.

## Сюжет
Куинн (Руперт Френд) объясняет Кэрри (Клэр Дэйнс), что он нашёл оригинальный фургон Секу, заменённый другим фургоном, в котором была бомба, в гараже дома с флагом. Кэрри отмечает, что все заговорщики могут быть привлечены к ответственности с помощью этих доказательств, но Куинн отвечает, что он всё равно хочет убить Белли (С. Дж. Уилсон). Разногласия приводят к тому, что Куинн раскрывает, что он знает, что Кэрри разбудила его от комы в Берлине, в результате чего у него случился инсульт.
Сол (Мэнди Патинкин) представляет избранному президенту Кин (Элизабет Марвел) доказательства, которые связывают Дара Адала (Ф. Мюррей Абрахам) с Бреттом О'Кифом (Джейк Уэбер). О'Киф публично признаёт ответственность за распространение видео с Эндрю Кином и приглашает избранного президента появиться в его шоу. Кин принимает предложение. В прямом эфире Кин заявляет, что О'Киф подделал видео с Эндрю Кином, сфабриковал реакцию сети при помощи своей собственной социальной фирмы, и что эта фирма на самом деле финансируется людьми в правительстве.
Максу (Мори Стерлинг) доставляют еду на подносе, где также лежит карта доступа, которая позволяет ему сбежать из заведения. Когда он выходит, его немедленно схватывают люди, которые насильно доставляют его к Дару Адалу. Дар просит Макса помочь определить, что О'Киф планирует в отношении Куинна. Макс взламывает резервные копии данных корпорации и обнаруживает большое количество онлайн-коммуникаций, которые, предположительно, исходят от Куинна и изображают его как неустойчивого бывшего солдата с экстремальной вендеттой против Элизабет Кин.
С наступлением утра Куинн уходит, заявляя, что он отслеживает группу спецагентов. Он говорит Кэрри как попасть в дом с флагом. Кэрри исследует, казалось бы, пустой дом, но на неё нападает Белли. Когда она пытается бороться с ним, появляется Куинн; он стреляет в Белли, а затем жестоко избивает его до смерти. Куинн оправдывается, говоря Кэрри, как Астрид погибла от рук Белли. На место прибывают сотрудники ФБР, вместе с окружным прокурором Паллисом (Дэвид Торнтон), который заверяет Кэрри, что Куинну будет предоставлен иммунитет.
Куинн осматривает частично стёртые буквы на доске в доме, пытаясь определить текущее задание спецгруппы. Поскольку он знаком с используемым ими кодом, ему удаётся сузить место их задания до «Б» (временная зона Браво, указывающая на Ближний Восток) и «Р» (Ромео, указывающий на Восточное побережье США). Последняя возможность беспокоит Кэрри, и она звонит Робу (Хилл Харпер), чтобы проверить избранного президента. Кэрри наблюдает со двора, как сотрудники ФБР открывают дверь гаража, запуская в действие скрытую бомбу в гараже, которая взрывается. В конце эпизода Кэрри и Куинн проверяют выживших.

## Производство
Режиссёром эпизода стал Сет Манн, а сценарий написали соисполнительные продюсеры Чип Йоханнссен и Патрик Харбинсон.

## Реакция

### Реакция критиков
Эпизод получил рейтинг 91%, со средним рейтингом 7.3 из 10, на сайте Rotten Tomatoes, чей консенсус гласит: «„Р — значит Ромео“ связывает различные повествовательные дуги шестого сезона „Родины“, а затем вытягивает ковёр с впечатляющим всплеском насилия, взрывов, поворотов и клиффхэнгеров».
Синтия Литтлтон из «Variety» написала положительный отзыв, сказав, что эпизод «наполнен огненными моментами, которые позволяют каждому ключевому игроку в ансамбле сиять по мере приближения конца», и добавив, что он «успешно предлагает комментарий по поводу наиболее тревожных аспектов нашей политической культуры». Келли Бамфорт из «Entertainment Weekly» оценила эпизод на B+, заключив, что ему «удалось собрать вместе повествования, стоящие девяти часов, чтобы обеспечить более чёткую картину всеобъемлющего повествования шестого сезона».

### Рейтинги
Во время оригинального показа, эпизод привлёк внимание 1.34 миллиона зрителей.